# Funeral Winds
Funeral Winds (engl. ‚Begräbniswinde‘) ist eine niederländische Black-Metal-Band.

## Geschichte
Funeral Winds wurde 1991 gegründet, als Gitarrist Hellchrist Xul und Sänger Gorgoroth mit Esteban einen Schlagzeuger gefunden hatten. 1992 erschien die erste offizielle Aufnahme Rehearsal/Demo ’92, die nicht zum Verkauf bestimmt war, sondern nur an Untergrundmagazine und Bands verschickt wurde. 1993 wurde das zweite Demo La Majeste Infernale veröffentlicht. Im selben Jahr nahm die Band zwei Lieder im Studio und zwei live auf; diese erschienen auf dem Resurrection...-Demo, das 1994 vom polnischen Label Pagan Records veröffentlicht wurde; auf diesem kündigte die Band als neue Mitglieder den Bassisten Isnjah Xul und Lady Lilith Xul an, die für das Artwork zuständig war. Später erschien auch eine illegale Bootleg-Version, die neben dem Resurrection...-Demo auch Aufnahmen der norwegischen band Demonic enthielt.
1994 spielte Funeral Winds zusammen mit Kat und Vader als Headliner des polnischen Festivals Sthrashydto ’94; organisiert wurde der Auftritt von Pagan Records. Ein Videomitschnitt des Funeral-Winds-Auftritts erschien unter dem Titel Live in Poland. Nach dem Festival ging die Band ins Studio, um sechs neue Stücke aufzunehmen; zwei erschienen auf der Single Thy Eternal Flame, die von Black Arts veröffentlicht wurde, und vier für die Split-CD Screaming for Grace / Abigail mit Abigail aus Japan, die bei Warmaster Records erschien. Auf der Split-CD befindet sich der Titel Twilight Shine Upon My Crypt, dessen Text der damals wegen Mordes inhaftierte Absurd-Schlagzeuger Hendrik Möbus geschrieben hatte.
Nach Veröffentlichung dieser Tonträger wurde die Band von Lethal Records für zwei Alben verpflichtet. Ursprünglich sollte das Debüt im Sommer 1995 erscheinen, allerdings wurde der Gitarrist, Songwriter und einzig verbliebene Gründer Hellchrist Xul kurz nach den Aufnahmen wegen versuchter Tötung verhaftet; dem Buch Unheilige Allianzen zufolge handelte es sich um versuchten Mord am Bassisten der Death-Metal-Band Sinister. In einem Interview mit dem Strength Through War meinte Hellchrist Xul: „… er muss sehr dankbar sein, dass ich ihm diese Todeserfahrung ermöglicht habe. In einer Death-Metal-Band zu spielen und zu wissen, wie es sich anfühlt, wenn einem das Leben entgleitet, muss der Höhepunkt einer Karriere sein“; gegenüber dem Webzine Archaic-Magazine.com gab er an, es habe sich um jemanden gehandelt, der sich fälschlich als Black Metaller ausgegeben und es deshalb verdient habe. Neben dem Bankrott des Labels verzögerte dies das Erscheinen des geplanten Albums Godslayer XUL, das 1998 von Daimonion Records herausgebracht, allerdings laut RSD Xul zu sauber produziert wurde; 2003 wurde das Album vom spanischen Label Death to Mankind Records auf CD und LP wiederveröffentlicht. In der Zwischenzeit verzögerten sich weitere Kompositionen und Aufnahmen durch häufige Besetzungswechsel, die Band konnte jedoch zwei weitere Demos veröffentlichen und nahm das Album Koude Haat (nl. ‚Kalter Hass‘) auf, das im Februar 2004 von Death to Mankind auf CD und LP veröffentlicht wurde und laut RSD Xul für die Rückkehr der Band zur Szene stehen sollte; er deutete auch das mögliche Erscheinen eines künftigen Mini-Albums an, das sich dem Xul-Konzept widmen werde; Xul ist Sumerisch für ‚böse‘. Im selben Jahr erschienen auch die LP Screaming for Resurrection..., die das Resurrection...-Demo und Lieder von der Split mit Abigail enthielt, als Kooperation der Labels Phlegethon Productions und Bloodlust Distribution, und die Split-7” Black Metal Against the World mit Ad Hominem, Leviathan und Eternity; eine geplante Split-EP mit Satanic Blood erschien nie.
2004 erschien eine Bootleg-CD des griechischen Labels Unisound Records. Im selben Jahr schrieb die Band neues Material für ihr drittes Album Nexion XUL – The Cursed Bloodline, ein Konzeptalbum, das 2007 auf Sadolust Records erschien. Auf diesem ist der Klang klarer und sauberer als auf Koude Haat und der Split-7" Black Metal Against the World, was an der Neuaufnahme von The Old Serpent Stirs deutlich erkennbar ist.

## Stil und Ideologie
Die Band spielt aggressiven, rauen, schnellen, traditionellen Black Metal, der von Venom, Hellhammer, Bathory, Sodom und Mayhem beeinflusst ist und dementsprechend Elemente des Thrash Metal der 1980er Jahre aufweist. Der Gesang von Hellchrist Xul wird mit Kompression und Nachhall bearbeitet. Daneben nennt die Band als Einfluss ihre Hingabe gegenüber Satan, dementsprechend basiert das Auftreten der Band auf dem Satanismus. RSD Xul erläuterte gegenüber dem Webzine The Disciples of the ancient Blood, vom satanistischen Standpunkt her sei man sein eigener Gott, das Konzept des Satanismus ohne die physische Form sei jedoch nur eine schwarze Form von Humanismus, und ohne ernsthafte Devotion Satan gegenüber sei es bloß Antichristentum.
Allerdings weist die Band eine Nähe zum Rechtsextremismus auf; so spielte die Gruppe 2004 unter anderem mit den französischen Bands Ad Hominem und Seigneur Voland auf dem Black Metal Blitzkrieg im Jugendzentrum in Bladel und teilte sich mit Ad Hominem im selben Jahr auch die Split-7” Black Metal Against the World; 2007 sollte die Band mit Blessed in Sin, Finis Gloria Dei und Absurd in Gremsdorf auftreten, sagte aber wegen interner Streitigkeiten ab. Balgradon Xul (Arno Eikenbroek) ist Session-Schlagzeuger der rechtsextremen Band Ornaments of Sin aus Frankreich. Die Bandmitglieder bekennen sich allerdings nicht alle offen zum Rechtsextremismus, wenngleich sie diesem mit Akzeptanz begegnen: Hellchrist Xul meinte gegenüber dem Soluzen, er habe „ein großes Interesse an Hitlers Leben, sowohl an seiner okkulten als auch seiner ‚Drittes-Reich‘-Seite“, und „einige seiner Ideen und Ideologien übernommen“; er stehe „mit einigen rechten Parteien in Kontakt“, diese kämen seinen Zielen und Ideologien „in einigen Punkten […] nahe“. Seiner Meinung nach sei es „an der Zeit, alle Immigranten zusammen mit der Regierung aus den Niederlanden zu werfen. Öffnet Auschwitz wieder und gebt ihnen allen einen Freifahrtschein zur Hölle.“ Das Webzine Archaic-Magazine.com allerdings erwähnt, die Band wolle mit Politik nichts zu tun haben, und zitiert eine Aussage Hellchrist Xuls: „We hate humans and want them DEAD...“. Als die Band dort gefragt wurde, wie sie zu NS-Ideologie im Black Metal stehe, antwortete V. Xul, ernsthafter Hass in jeder Form sei gesund, und Moloch, dass Black Metal sich um Extreme in jeder Form drehe und es daher nichts ausmache, wenn einige Bands sich beispielsweise gegen Immigranten äußerten; er sprach sich zudem gegen Personen aus, die die Christenverfolgung im Römischen Reich befürworten und sich gleichzeitig gegen die Judenverfolgung im Dritten Reich aussprechen. Den Zweiten Weltkrieg pries er als die zerstörerischste Periode im Europa des 20. Jahrhunderts. Am 2. November 2013 sollten sie in Finowfurt zusammen mit Waffenträger Luzifers und Leichenzug spielen, das Konzert wurde jedoch durch die Polizei verhindert.

## Seitenprojekte
Die Mitglieder der Band sind auch in zahlreichen Nebenprojekten aktiv. Zwei Mitglieder gründeten 2001 die Thrash-Metal-Band Enforcer. Hellchrist Xul gründete eine Band namens Inferi, die von 1992 bis 1997 bestand, und ein Soloprojekt namens Domini Inferi, das sich an frühen Beherit und VON orientiert. Er und Balgradon Xul wirkten auch bei Haatstrijd mit. V. Xul ist Gitarrist bei Israthoum, Moloch/RSD Xul spielt bei der 2002 gegründeten Industrial-Black-Metal-Band Weltbrand und der Death-Metal-Band Dark Remains. 2007 half er auch bei der Black-Metal-Band Infinity aus, in der Balgradon Xul als festes und Gründungsmitglied spielt; letzterer spielt auch bei der Band Corpsecandle, die sich an Dissection orientiert, und als Session-Schlagzeuger bei der französischen band Ornaments of Sin.
Der ehemalige Schlagzeuger Y. Xul (Yuri Rinkel) spielte auch bei Thanatos, Lier in Wait, Inferi, Death Sentence und Liar of Golgotha, inzwischen ist er Schlagzeuger der ursprünglich israelischen Band Melechesh.
Vincent Meelhuysen war neben Funeral Winds auch bei Israthoum und Liar of Golgotha tätig, derzeit spielt er bei Coldeemstorft und Veghe. Auch der ehemalige Sänger Gorgoroth spielt bei Liar of Golgotha.

## Diskografie
- 1992: Rehearsal/Demo ’92 (Demo)
- 1993: La Majesté Infernale (Demo)
- 1994: Resurrection... (Demo) (Pagan Records)
- 1994: Live in Poland (VHS)
- 1994: Thy Eternal Flame (Single) (Black Arts)
- 1995: Screaming for Grace / Abigail (Split mit Abigail) (Warmaster Records)
- 1998: Godslayer Xul (Daimonion) (2003 wiederveröffentlicht als Split mit Inferi über Death to Mankind)
- 2001: Promo 2001 (Demo)
- 2001: Promo 2002 (Demo)
- 2004: Koude Haat (Death to Mankind)
- 2004: Screaming for Resurrection (Kompilation, enthält die Titel von Resurrection... und der Split mit Abigail) (Bloodlust Records, Phlegethon Productions)
- 2004: Black Metal Against the World (Split mit Ad Hominem, Leviathan und Eternity) (Undercover Records)
- 2007: Nexion Xul – The Cursed Bloodline (Sadolust Records)
- 2008: The King of Tyre auf The Wine of Satan: Volume II (Necroterror Records)
- 2015: Sekhmet – Seven Arrows, Knife and Flame (Single) (New Era Productions)
- 2018: Sinister Creed (Avantgarde Music)